# 和平卫士团
和平卫士团，前身是迈赫迪军，是伊拉克的一个带有宗教色彩的民兵组织。其成员主要为伊拉克什叶派穆斯林，创始人为伊拉克什叶派领导人穆克塔達·薩德爾。
2017年12月11日，穆克塔達·薩德爾宣佈解散和平衛士團。